# 히코네정
히코네정(彦根町)은 시가현 이누카미군에 설치되었던 정이다.